# حشره‌خوار جنگلی
 حشره‌خوار جنگلی (نام علمی: Suncus zeylanicus) نام یک گونه از سرده حشره‌خوارهای مشکین است.